# Grupo Educacional Uninter
O Grupo Uninter é um grupo educacional sediado em Curitiba, no estado brasileiro do  Paraná. É formado por diversas instituições e empresas da área educacional, com cursos presenciais e a distância, de graduação, pós-graduação, material didático, entre vários outros. Possui cerca de 250 mil alunos, espalhados por mais de 700 cidades, presente em todos os estados do Brasil.
Fazem parte da empresa o Centro Universitário Internacional, a editora Intersaberes, o instituto IBPEX, a GigaPro Tecnology e o Sistema Educacional Uninter.

## Editora IBPEX
É uma editora de obras técnicas, científicas e didáticas, além de todo o material do Sistema Educacional Uninter.

## Sistema Educacional Uninter
Responsável pela elaboração e distribuição de material didático desde o ensino infantil até o pré-vestibular, além de assessoria pedagógica, treinamento de professores, capacitação dos gestores de escolas, entre outros serviços.